# Безбородов, Николай Александрович
Николай Александрович Безбородов (род. 29 сентября 1946, село Красный Бор Агрызского района Татарской АССР) — инженер, конструктор стрелкового оружия, изобретатель. Главный конструктор по стрелковому оружию ОАО "Концерн «ИЖМАШ». Лауреат Государственной премии РФ, почётный гражданин Ижевска (2007).

## Биография
Родился 29 сентября 1946 года в селе Красный Бор в Татарстане. В 1965 году окончил Ижевский индустриальный техникум и начал трудовую деятельность на Ижевском машиностроительном заводе в качестве техника-конструктора. Учился до 1973 года в Ижевском механическом институте, затем в аспирантуре, кандидат технических наук. Впоследствии назначен руководителем бюро по сопровождению серийного производства авиационных пушек. С 1988 года руководил СКБ-40. Внёс существенный вклад в сохранение производства в 90-е годы и последующее развитие предприятия.
Безбородов участвовал в разработках более ста моделей и модификаций боевого и гражданского стрелкового оружия. Сконструировал спортивную армейскую винтовку АВ, участвовал в создании карабинов «Лось», «Барс», «Марал», организовал конверсию ряда моделей боевого стрелкового оружия в охотничье и спортивное. Член Экспертного совета Комитета Государственной Думы Федерального Собрания Российской Федерации по безопасности, Межведомственного совета по координации работ в области сертификации стрелкового оружия; член технического комитета Госстандарта Российской Федерации. Член-корреспондент Инженерной академии Удмуртской Республики (1995).
Н. А. Безбородов — обладатель более четырёх десятков патентов и авторских свидетельств на изобретения, промышленные образцы и полезные модели. Автор каталогов спортивно-охотничьего и боевого оружия.

## Награды
- Орден «Знак Почёта» (1982)
- Орден Дружбы (1998)
- Орден Почёта (2005)
- Лауреат Государственной премии РФ (1998)
- Нагрудный знак «Изобретатель СССР»
- «Лучший конструктор» (1987)  и «Отличник качества» Министерства оборонной промышленности СССР
- «Почётный машиностроитель» Министерства промышленности, науки и технологий Российской Федерации (2002)
- Заслуженный работник промышленности Удмуртской Республики
- Лауреат премии Правительства Удмуртской республики имени М. Т. Калашникова
- Лауреат премии имени А. В. Суворова[3]
- Почётный гражданин города Ижевска (2007)